# اتو لودویگ (بازیکن فوتبال)
اتو لودویگ (انگلیسی: Otto Ludwig; ۲۹ نوامبر ۱۹۳۴ – ۱۷ اوت ۲۰۱۴) بازیکن فوتبال بود.
از باشگاه‌هایی که در آن بازی کرده‌است می‌توان به باشگاه فوتبال بازل اشاره کرد.